# Доній Марковаць
Доній Марковаць (хорв. Donji Markovac) — населений пункт у Хорватії, у Загребській жупанії у складі громади Фаркашеваць.

## Населення
Населення за даними перепису 2011 року становило 41 осіб.
Динаміка чисельності населення поселення:

## Клімат
Середня річна температура становить 10,77 °C, середня максимальна — 24,83 °C, а середня мінімальна — -5,93 °C. Середня річна кількість опадів — 800 мм.
| Клімат поселення                              | Клімат поселення | Клімат поселення | Клімат поселення | Клімат поселення | Клімат поселення | Клімат поселення | Клімат поселення | Клімат поселення | Клімат поселення | Клімат поселення | Клімат поселення | Клімат поселення | Клімат поселення |
| Показник                                      | Січ.             | Лют.             | Бер.             | Квіт.            | Трав.            | Черв.            | Лип.             | Серп.            | Вер.             | Жовт.            | Лист.            | Груд.            |                  |
| Середній максимум, °C                         | 5,90             | 8,17             | 12,74            | 16,94            | 21,79            | 24,83            | 24,25            | 23,59            | 19,66            | 14,79            | 9,56             | 4,74             |                  |
| Середня температура, °C                       | −0,02            | 2,28             | 6,84             | 11,03            | 15,88            | 18,92            | 20,53            | 19,89            | 15,96            | 11,07            | 5,85             | 1,02             |                  |
| Середній мінімум, °C                          | −5,93            | −3,64            | 0,94             | 5,13             | 9,97             | 13,02            | 16,83            | 16,20            | 12,23            | 7,36             | 2,14             | −2,66            |                  |
| Норма опадів, мм                              | 45               | 45               | 50               | 61               | 74               | 87               | 76               | 75               | 73               | 72               | 80               | 62               |                  |
| Середньомісячна швидкість вітру, м/с          | 2.10             | 2.30             | 2.70             | 2.58             | 2.36             | 2.12             | 2.10             | 1.90             | 1.90             | 2.00             | 2.10             | 2.10             |                  |
| Середньомісячна сонячна радіація, кДж/м²·день | 4087             | 6875             | 10686            | 15136            | 19349            | 21394            | 22183            | 19413            | 14271            | 8818             | 4608             | 3321             |                  |
| --------------------------------------------- | ---------------- | ---------------- | ---------------- | ---------------- | ---------------- | ---------------- | ---------------- | ---------------- | ---------------- | ---------------- | ---------------- | ---------------- | ---------------- |
| Джерело:                                      |                  |                  |                  |                  |                  |                  |                  |                  |                  |                  |                  |                  |                  |